# Hoplopleura phaiomydis
Hoplopleura phaiomydis – gatunek wszy z rodziny Hoplopleuridae, pasożytujący głównie na Microtus leucurus należącym do rodziny chomikowatych. Powoduje wszawicę.
Samica wielkości 1,3 mm, samiec mniejszy wielkości 1 mm. Wszy te mają ciało silnie spłaszczone grzbietowo-brzusznie. Samica składa jaja zwane gnidami, które są mocowane specjalnym "cementem" u nasady włosa. Rozwój osobniczy trwa po wykluciu się z jaja około 14 dni. Pasożytuje na skórze. Występuje na terenie Indii w Azji.